# NGC 780
NGC 780 is een spiraalvormig sterrenstelsel in het sterrenbeeld Driehoek. Het hemelobject werd op 26 oktober 1786 ontdekt door de Duits-Britse astronoom William Herschel.

## Synoniemen
- PGC 7616
- UGC 1488
- MCG 5-5-41
- ZWG 503.72
- 5ZW 164
- NPM1G +27.0080